# Slavětínská
Slavětínská je ulice v Praze v katastrálním území Klánovice. Je situována severojižním směrem a dlouhá je přibližně 1,8 km.

## Historie
Ulice Slavětínská byla za 2. světové války do roku 1942 rozdělena na dvě části - od náměstí Hedviky Vilgusové na jih se jmenovala Volksstraße/Národní třída, od náměstí Hedviky Vilgusové na sever Husstraße/Husova třída; v letech 1942–1945 pak celá ulice nesla název Viktoriastraße/Třída Viktoria. Po skončení války až do roku 1974 byl její název Hlavní (jedná se o hlavní klánovickou komunikaci).
Současný název ulice je po zaniklé vsi Slavětice, která stála západně od Klánovic v Klánovickém lese; jde o chybný přepis jména (správně by mělo být Slavětická).

## Poloha a dopravní funkce
Ulice na svém jižním konci začíná u železniční zastávky Praha-Klánovice a na severní části končí na hranici katastru Klánovice a zároveň na hranici Prahy na křižovatce s ulicemi v Šestajovicích Holekova a Trojmezní; v přímém směru dál pokračuje šestajovická ulice Revoluční. Ulice prochází pět křižovatek a celkem do ní ústí 24 bočních ulic; jsou na ní čtyři zastávky MHD. U železniční zastávky z ní vede ulice Zájezdská na přemostění železniční tratě; tato ulice pak dál pokračuje do sousední pražské čtvrti Újezd nad lesy.

## Významné body v ulici
Lokace jsou uvedeny od jihu na sever.
- železniční zastávka Praha-Klánovice
- Alej Hany Benešové
- náměstí Hedviky Vilgusové
- Šestajovický potok – pramení v severní části ulice poblíž křižovatky s ulicemi Riegrova a Nad Šastajovickým potokem

## Galerie

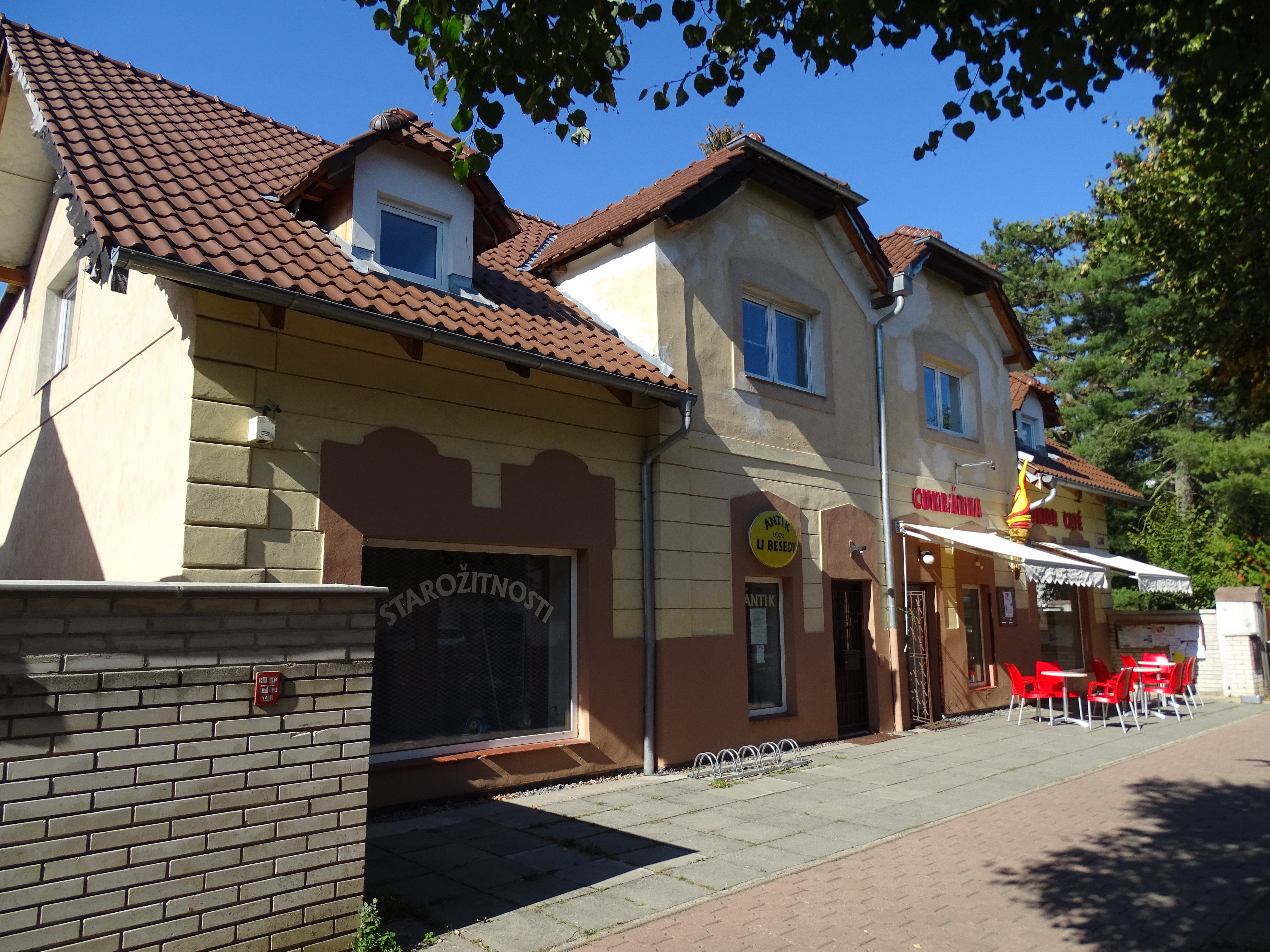
Slavětínská 11/61
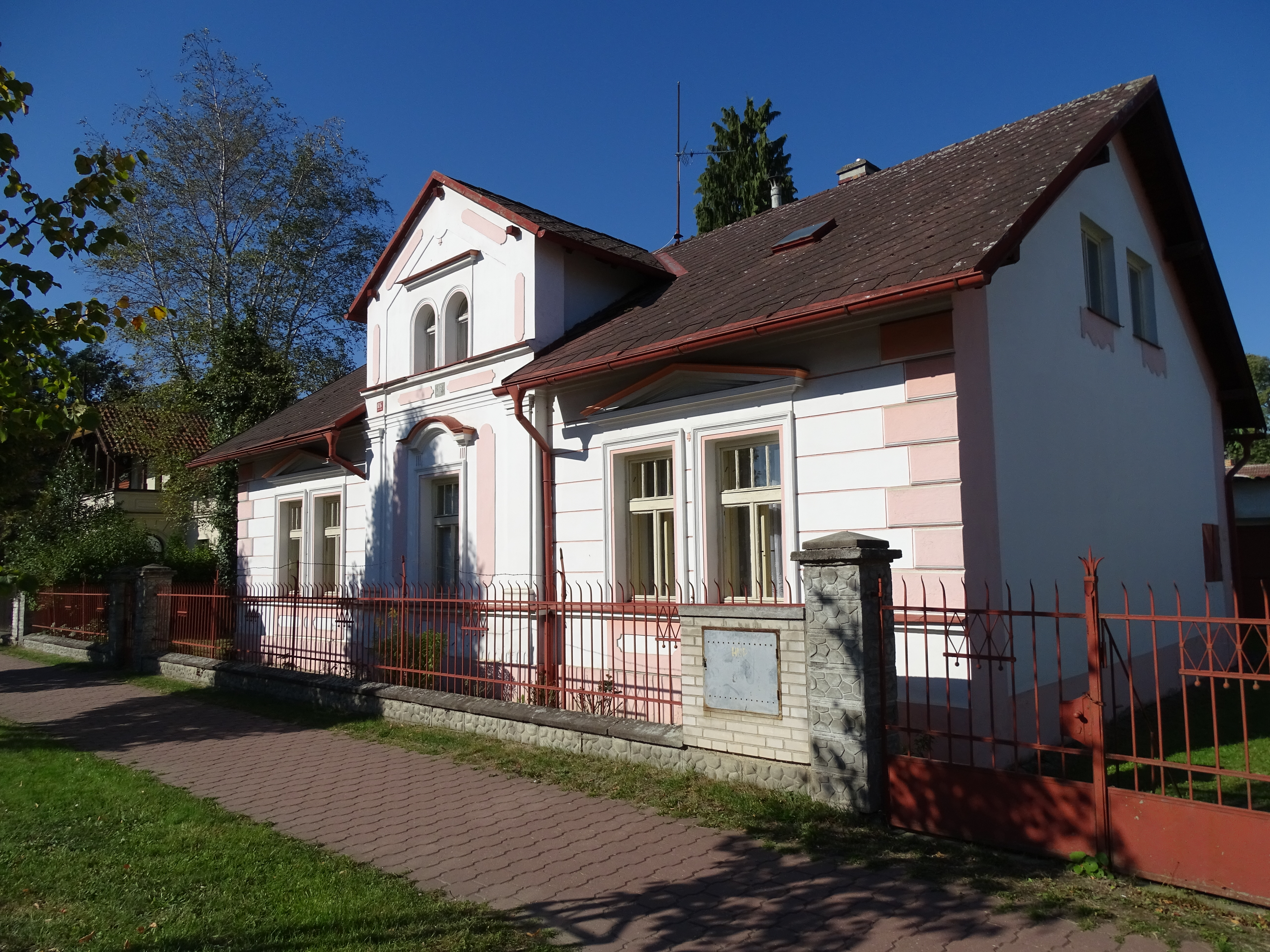
Slavětínská 16/73 (zbořeno)
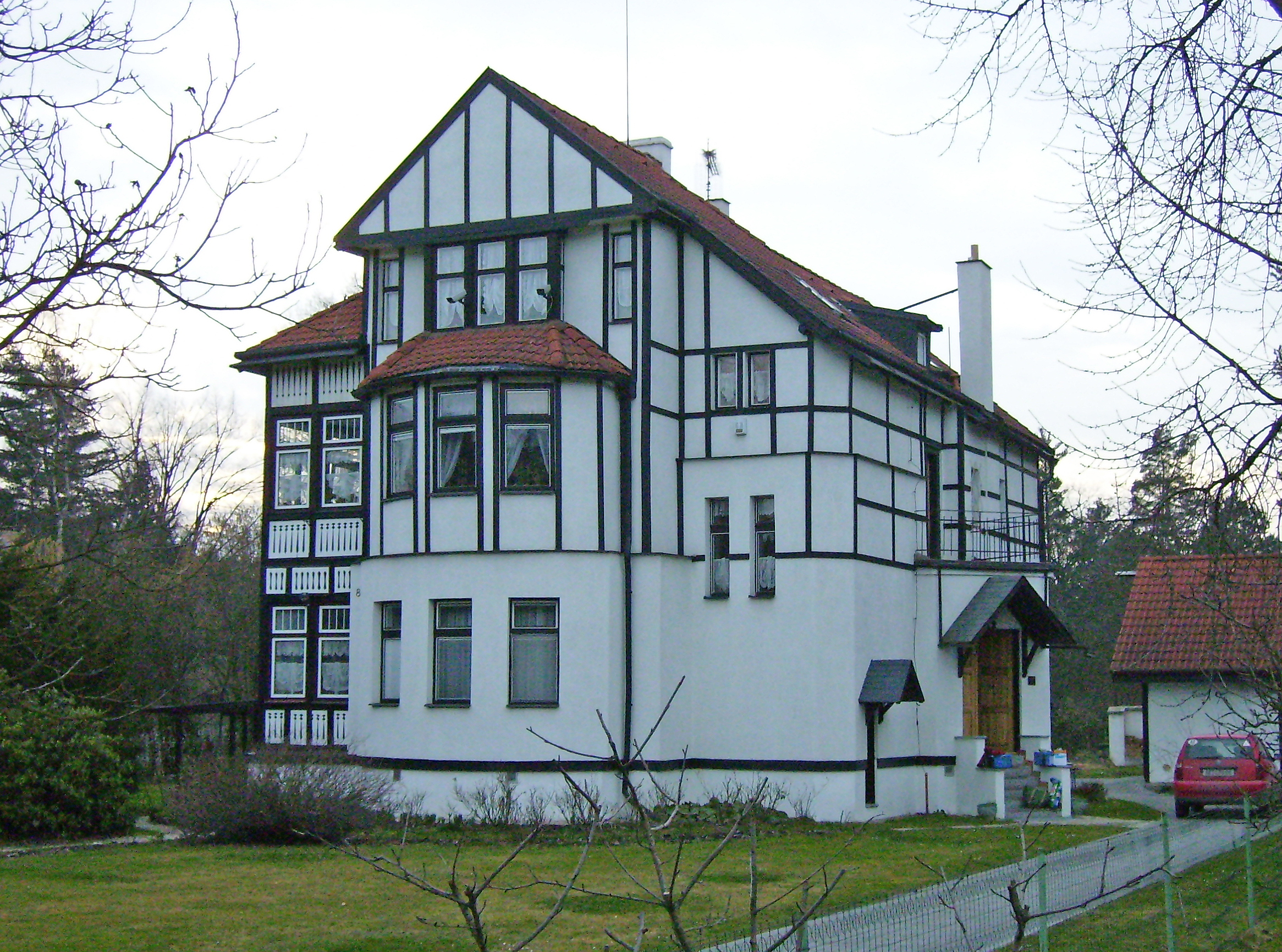
Slavětínská 80/43
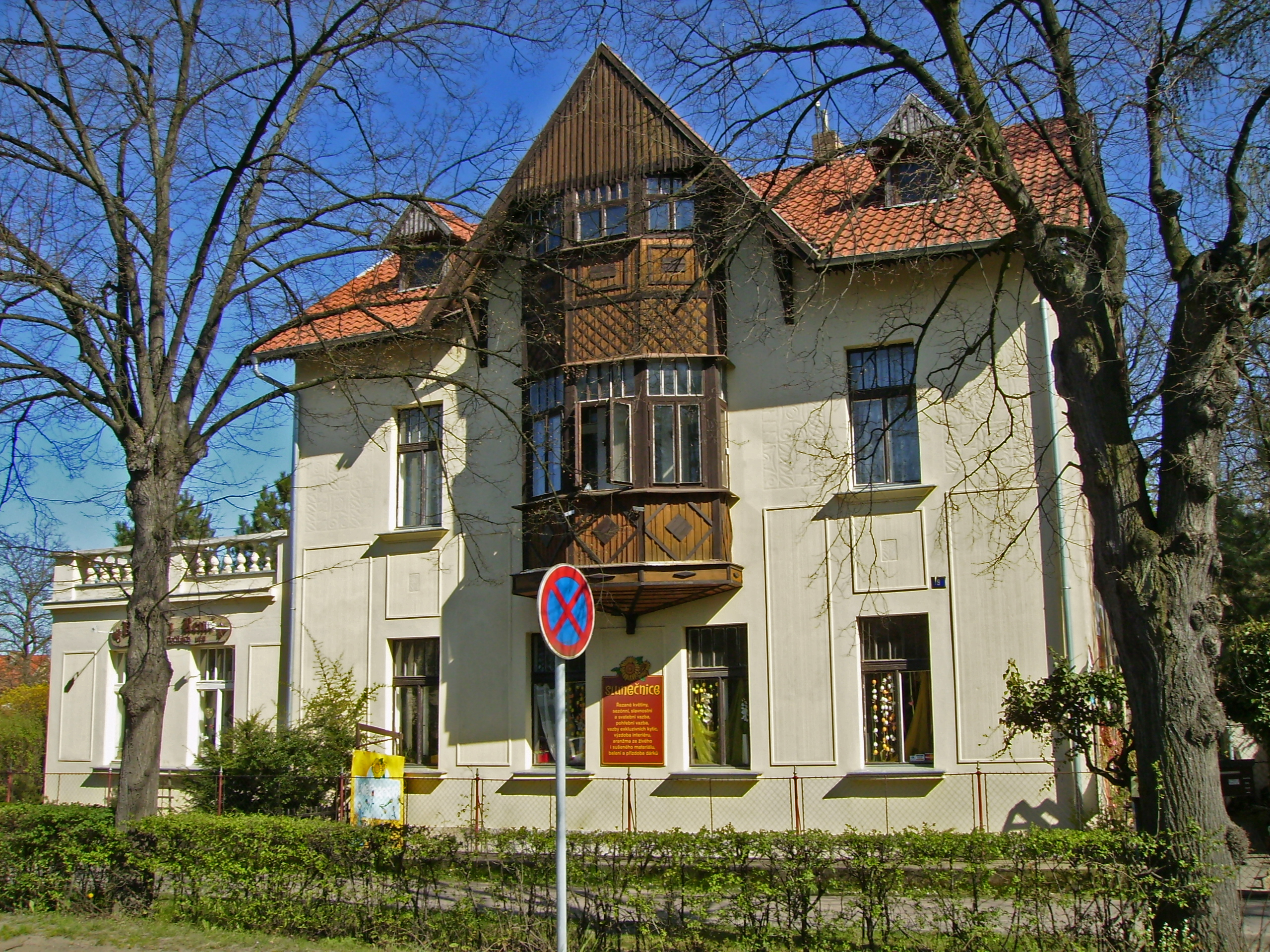
Slavětínská 83/9 (zbořeno)